# Inchiesta su Gesù
Inchiesta su Gesù è un libro di Corrado Augias e del biblista Mauro Pesce pubblicato da Arnoldo Mondadori Editore nel 2006.
È un saggio sviluppato in forma dialogica che tratta prettamente Gesù da un punto di vista storico e umano.

## Conclusione
Pesce scrive che «dopo una lunga ricerca che mi sembra onesta», conseguì una visione del "Gesù storico" secondo la quale Gesù era un ebreo che non voleva fondare una nuova religione, ma era persuaso che il Dio delle Sacre Scritture ebraiche avesse iniziato a trasformare la Terra per instaurarvi finalmente il suo regno. Parole e opere di Gesù traevano origine dalla sua totale dedizione a Dio, alimentati dalla preghiera e dalle rivelazioni che riceveva, e si realizzava concretamente nella quotidiana cura per le donne e gli uomini con i loro bisogni, in particolare i malati, i più poveri e le vittime di ingiustizie.

## Dibattito sul libro
Dopo l'uscita del libro sono emerse opinioni contrastanti rispetto all'opera di Augias e Pesce, alcune favorevoli, altre fortemente critiche, soprattutto da parte di esponenti del mondo cristiano-cattolico.
- Enrico Norelli, studioso e docente di storia del cristianesimo presso l'Università di Ginevra sostiene che lo storico deve avere un atteggiamento distaccato dai problemi posti dalla fede, a suo avviso «non è possibile considerare Dio come attore di un processo storico» sostenendo però che «anche il credente ha bisogno di approcciarsi storicamente alla figura di Gesù. Non può bastargli (come pensa Augias) il Cristo della fede»[2].

- Il religioso Enzo Bianchi, priore della Comunità monastica di Bose e saggista trova che il libro offre «una panoramica piuttosto equilibrata sui problemi più dibattuti in sede di ricerca storica sulla figura di Gesù» spiegando la figura di Gesù ebreo. Loda l'approccio storico definendolo «serio, come antidoto allo scandalismo», a suo avviso «i vangeli non sono puri libri storici, ma testi che vogliono condurre il lettore alla fede»[2]

- Il biblista, presbitero e monsignore cattolico Romano Penna che è stato anche docente presso la Pontificia Università Lateranense, afferma che il libro è «un buon esempio di applicazione della critica storica alla ricostruzione della figura del Gesù terreno (elemento positivo anche per la fede); approfondisce la fisionomia religioso-culturale di Gesù, non occupandosi delle ermeneutiche della fede riscontrabili nel canone neotestamentario» e che anche gli apocrifi [a cui fa riferimento Pesce] fanno parte del «pluralismo delle fonti» appartenendo, a suo avviso, al DNA del cristianesimo[2]. A seguito di questi giudizi e al clamore suscitato, è seguita una rettifica inviata da monsignor Penna al quotidiano la Repubblica del 2 marzo 2007 con una lettera in cui il prelato e biblista dichiarava «sono riportate parole attribuite a me che non riferiscono adeguatamente il mio pensiero» e con una spiegazione del suo reale giudizio sul libro[3][4][5]

D'altronde:
- In un articolo su La Civiltà Cattolica, il biblista e teologo Giuseppe de Rosa ha fatto invece notare che nel libro Inchiesta su Gesù viene negato il cristianesimo come corpus dogmatico nella sua totalità. Sono infatti negati tutti i dogmi cristiani, come la nascita verginale di Gesù, la sua piena divinità, l'espiazione dei peccati da lui attuata con la sua morte, e naturalmente la sua risurrezione nella carne. Il teologo afferma che non esiste una distinzione tra il Gesù della storia e il Gesù della fede o quantomeno non sarebbe possibile individuarla da un punto di vista storico sostenendo l'inconsistenza di alcune frasi di Mauro Pesce, il quale sostiene che Gesù non avrebbe mai sostenuto di espiare i peccati con la sua morte. Giuseppe de Rosa sostiene invece che Gesù abbia spiegato di essere colui che toglie il peccato del mondo, e abbia espresso tale concetto in varie frasi presenti nei Vangeli. L'opinione di Pesce secondo cui Gesù, siccome pregava Dio, non poteva essere Dio è criticata dal De Rosa:[6]

- In un editoriale su Avvenire, il teologo Raniero Cantalamessa ha espresso critiche rivolte al libro. Cantalamessa sostiene che nell'Inchiesta su Gesù si presenta un Gesù che non era nato da una vergine, che non ha attuato miracoli, che non ha espiato i peccati con la sua morte e che naturalmente non è risorto il terzo giorno vincendo la morte nonostante dal libro stesso viene presentato come colui che ha cambiato il mondo, una contraddizione secondo il teologo, che scrive:

- In un editoriale su Famiglia Cristiana, il biblista Gianfranco Ravasi ha duramente criticato il libro di Augias e Pesce, definendolo "grossolano" e "sbrigativo": per l'esegeta cattolico, l'Inchiesta su Gesù riduce al minimo i dati storici verificabili riguardanti la vita, l’opera e le parole di Cristo. Amputare dalla storia di Gesù quella dimensione complessa e misteriosa della realtà sua e della cristianità delle origini - sostiene il biblista - non è segno di rigore scientifico, ma di semplificazione sbrigativa:[9]

- In un'intervista ad Avvenire, la storica Marta Sordi ha espresso dure critiche al libro, soprattutto per l'uso in essa dei vangeli apocrifi, da lei definiti "attendibili quanto le favole";[10]
- Frate Teobaldo Ricci, apologeta e scrittore di alcuni libri su Gesù[11], ha criticato, in un suo libro tutte le principali tesi esposte da Pesce e Augias.[12]

## Edizioni
- Corrado Augias e Mauro Pesce, Inchiesta su Gesù, Arnoldo Mondadori Editore, 2006,  p. 263, ISBN 978-88-04-56001-2.